# موجيمفيا
موجيمفيا هي قرية تقع في جزيرة أنجوان في جزر القمر. بلغ عدد سكانها 700 نسمة حسب إحصاء عام 1991.